# 보스니아어 키릴 문자

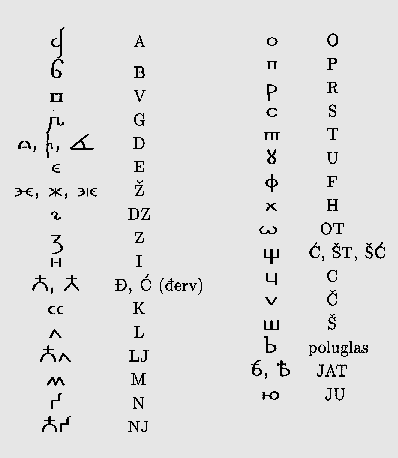

보스니아어 키릴 문자(크로아티아어: Bosančica, 보스니아어: Bosančica(크로아티아인들은 종종 크로아티아 문자, 크로아티아-보스니아 문자, 서부 키릴 문자라고도 부름))는 소멸한 키릴 문자로, 보스니아 헤르체고비나, 크로아티아, 달마티아와 두브로브니크에서 사용했다.

## 역사와 문자꼴 형태
언제 이런 문자가 나타났는지 짐작하기는 힘들지만 11세기 경에 이 문자를 처음으로 사용한 문서가 나타났다고 보고 있다. 역사적으로 아주 적은 영역에서만 보스니아어 키릴 문자가 사용되었다.
- 보스니아 정교회에서의 성경.
- 귀족들의 법적, 상업적인 문서.
- 묘비의 글씨.
- 중부 달마티아의 법적인 문서.
- 오스만 제국의 정복 이후 보스니아 무슬림은 이 문자를 썼다.

보스니아어 키릴 문자의 특성은 이와 같다.
- 보스니아에서 사용되었던 키릴 문자이다.
- 이 문자로 작성된 묘비는 11세기에 처음 등장했으며 황금기는 14~17세기에 등장한다. 17세기 이후 라틴 문자로 대체되었다.
- 글라골 문자와 밀접한 관계를 가지고 있다.
- 보스니아 정교회의 중요한 문서에 사용되었다. 보스니아의 무슬림이 많이 사용했으나 수정된 아랍 문자를 더 많이 사용하였다.

## 논쟁
보스니아 키릴 문자를 둘러싼 논쟁은 1850년대에 처음 시작되었고 아직 끝나지 않았다.

## 같이 보기
- 초기 키릴 문자
- 현대 키릴 문자
- 러시아어 문자 개혁